# Cricrió-seringueiro
Cricrió-seringueiro (nome científico: Lipaugus vociferans), também chamado de bastião, biscateiro, capitão-da-mata, coniconió, poaieiro, pi-piô, frifrió, goela-d'água, gritador, sabiá-tropeiro, seringueiro, sim-senhor, tem-tem-pium, tropeiro, viruçu, vissiá ou vivió é uma ave passeriforme da família dos cotingídeos (Cotingidae).

## Etimologia
Cricrió (ou cri-crió), coniconió (ou coni-conió), frifrió (ou fri-frió), pi-piô, tem-tem-pium, vissiá e vivió (vi-vió) são é um nomes populares de origem onomatopeica. Viruçu deriva do tupi wïru'su, que é formado por gwï'ra, "ave", e gwa'su, "grande", e significa "pássaro grande". O nome masculino do gênero, Lipaugus, deriva do grego lipaugḗs (λιπαυγής), "escuro, abandonado pela luz" e "bico". e o nome da espécie vociferans, vem do latim vociferans, vociferantis (gritador).

## Taxonomia e sistemática
Apesar do aumento das medidas e peso do norte para o sudoeste e da presença de uma população isolada no leste do Brasil, as variações são consideradas insuficientes para merecer a descrição de subespécies geográficas de modo que a espécie é tratada como monotípica. O cricrió-seringueiro possui uma história nomenclatural complexa. A espécie foi originalmente descrita por Vieillot em 1817 como Ampelis cinerea; no entanto, esse nome já havia sido atribuído por Latham em 1790 a outra ave - um sinônimo de Xipholena punicea, o anambé-roxo. Durante muitos anos, autores como Hellmayr (1929) utilizaram o nome Lipaugus cineraceus, com base em Vieillot (1822), até que Gyldenstolpe (1951) demonstrou que o nome mais antigo e válido para a espécie é, na verdade, Muscicapa vociferans, descrito por Maximilian zu Wied-Neuwied em 1820.
O gênero Lipaugus inclui sete espécies, mas as relações filogenéticas dentro do grupo ainda não foram totalmente determinadas. Uma análise baseada em sequências de DNA nuclear e mitocondrial indicou que Lipaugus integra um clado central dos cotingídeos, composto por quatro grupos monofiléticos cujas relações entre si permanecem não resolvidas. Apesar disso, houve forte suporte para um clado que reúne o tropeiro-escuro (Lipaugus fuscocinereus), o tropeiro-ruivo e a saudade-assobiadora (Lipaugus ater). No entanto, como apenas duas espécies de Lipaugus foram incluídas na análise, elas não formaram um clado exclusivo; em vez disso, todas as três espécies mencionadas ficaram agrupadas em uma politomia não resolvida. Alguns consideram L. vociferans como superespécie com o tropeiro-ruivo. Snow (1979b) sugeriu que poderiam ser melhor tratadas como coespecíficas, mas Berv & Prum (2014) descobriram que não são espécies irmãs, como confirmado por Harvey et al. (2020), a menos que o cricrió-de-cinta-vermelha (L. streptophorus) também seja incluído.

## Descrição
Os adultos do cricrió-seringueiro são semelhantes, com plumagem geralmente cinza, sendo as rêmiges, as coberteiras alares maiores e as retrizes ligeiramente mais amarronzadas ou escuras, enquanto as partes inferiores são mais claras, especialmente na garganta. Os juvenis se assemelham aos adultos, mas distinguem-se por coberteiras alares castanho-avermelhadas e pontas ruivas nas retrizes. A muda é sazonal no norte da América do Sul - incluindo Venezuela, Suriname e Guiana - onde os machos iniciam a troca de penas entre fevereiro e maio; também é sazonal no leste do Brasil, com início entre setembro e dezembro. No centro da distribuição da espécie, no entanto, observa-se pouca sazonalidade. As partes nuas variam: a íris pode ser marrom, cinza ou marrom-acinzentada; o bico é geralmente preto ou apresenta maxila negra com mandíbula escura e base rosada escura; os tarsos e dedos variam entre preto, verde-oliva escuro, verde-acinzentado, marrom escuro e cinza escuro, conforme descrito por Haverschmidt (1968), Snow (1982), Willard et al. (1991) e em espécimes do Museu Field de História Natural, em Chicago.
O comprimento total da espécie varia entre 24 e 26 centímetros, com registros específicos de 24,5 a 25,5 centímetros e 25 centímetros. De acordo com Snow (1982), as medidas lineares de machos coletados em Belém, no Pará, indicam média de comprimento da asa de 120,6 milímetros (118–123 milímetros), cauda de 106,0 milímetros (101–110 milímetros), tarso de 21,8 milímetros (20,5–22 milímetros) e cúlmen de 15,6 milímetros (14,5–16,5 milímetros); já as fêmeas apresentaram asas com média de 116,6 milímetros (112–123 milímetros), cauda de 102,6 milímetros (95–105 milímetros), tarso de 21,8 milímetros (21–22,5 milímetros) e cúlmen de 15,9 milímetros (14,5–17 milímetros). Os dados de massa indicam variações entre regiões e sexos: machos pesam, em média, 72,6 gramas no Suriname (71–74 gramas), 81,9 gramas no Peru (77–85 gramas) e registram 80 e 83,4 gramas na Bolívia; as fêmeas pesam, em média, 71,8 gramas no Suriname (68–74 gramas) e 82,6 gramas no Peru (78–87 gramas) (Snow, 1982).
O cricrió-seringueiro é amplamente simpátrico com o vissiá-cinza (Rhytipterna simplex), sendo comum que ambas ocorram de forma sintópica. As duas espécies são cinzentas, de cauda longa, e por isso se assemelham superficialmente. No entanto, podem ser distinguidas mais facilmente pela vocalização. Além disso, o cricrió-seringueiro é consideravelmente menor, possui bico mais curto e fino, coloração cinza mais uniforme e íris marrom-avermelhadas (em contraste com as íris cinzentas ou marrom-acinzentadas do vissiá-cinza). O tropeiro-escuro também se assemelha ao cricrió-seringueiro, mas é bem maior e restrita às florestas montanhosas dos Andes. As distribuições geográficas dessas duas espécies raramente, ou nunca, se sobrepõem.

## Distribuição e habitat
O cricrió-seringueiro é encontrado em florestas úmidas da Amazônia e em áreas tropicais da Mata Atlântica na América do Sul. Sua distribuição compreende amplamente as terras baixas úmidas do norte e centro do continente, a leste dos Andes, incluindo o leste e sul da Venezuela (sudeste de Sucre, Delta Amacuro, Bolívar e Amazonas), Guiana, Suriname, Guiana Francesa, norte e centro do Brasil, Colômbia, Equador, Peru e Bolívia, estendendo-se ao sul até o Maranhão. Populações disjuntas também ocorrem na região litorânea do leste brasileiro, do Pernambuco ao Espírito Santo. A espécie habita preferencialmente o estrato médio e inferior do dossel, em altitudes que variam conforme a localidade: até cerca de 600 metros na Colômbia, 900 metros no Equador (mais comum abaixo de 500 metros), 1 150 metros no Peru, 1 400 metros na Bolívia e na Venezuela (embora a maioria dos registros esteja abaixo de 900 metros).

## Ecologia

### Alimentação
Os cricriós-seringueiros consomem frutas e insetos, embora haja pouca informação direta sobre a composição detalhada de sua dieta. As proporções relativas desses itens podem variar sazonalmente (Snow 1982), mas, apesar da ampla distribuição geográfica e abundância da espécie, sua dieta permanece notavelmente pouco documentada. Observações indicam que visitam figueiras com frequência, engolindo os frutos inteiros, sendo um dos visitantes mais regulares de Ficus frutíferos. Outros frutos consumidos incluem Virola spp. (miristicáceas), Goupia (celastráceas), além de melastótomos e louros não identificados. Entre os insetos consumidos estão ortópteros (como locustídeos, Acridoidea), lepidópteros (especialmente lagartas), Blattaria, fasmídeos e mantídeos. Whittaker (1996) registrou um cricrió-seringueiro predando um lagarto Anolis com aproximadamente cinco a seis centímetros. Segundo Larue (1999), sua dieta rica em energia pode ser adaptativa, permitindo vocalizações longas e ininterruptas. Além disso, os cricriós-seringueiros regurgitam sementes de frutos maiores.

### Vocalização

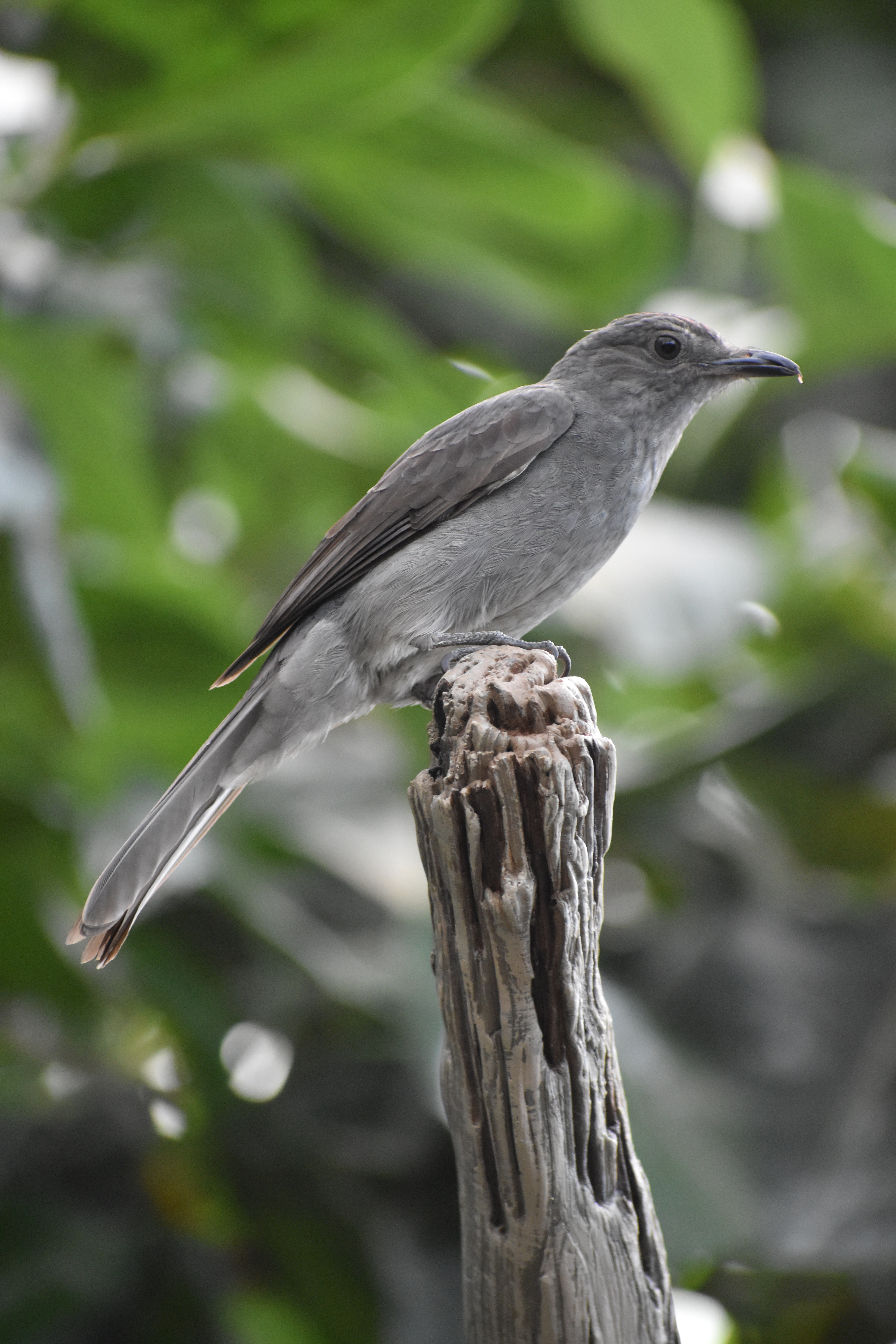
Indivíduo avistado em 2017

As vocalizações do cricrió-seringueiro são relativamente bem documentadas, especialmente em comparação com outros aspectos pouco estudados da espécie. É conhecido por seu canto característico e potente, descrito como cri-cri-o, pi-pi-yo ou qui-qui-yo, audível a até 400 metros de distância em floresta tropical. O canto principal é precedido por duas a três notas de groo, menos audíveis, emitidas durante a inspiração. O nível de pressão sonora da vocalização, medido a um metro de distância, é de 111,5 dB ± 1,3, valor que, segundo Nemeth (2004), corresponde a uma intensidade sonora entre "desconforto" e "dor" para ouvidos humanos, equivalente a 120–140 fons. Em capacidade, perde apenas à araponga-da-amazônia (Procnias albus).
Acredita-se que o canto seja inato, embora variações individuais sejam comuns dentro dos leks. Fitzsimmons et al. (2008) relataram que os cantos apresentam assinaturas características de cada lek, mas Kroodsma (2011) questionou os métodos utilizados nesse estudo. B.K. Snow (1961) também descreveu um chamado repetitivo de xixi, ouvido pela manhã e à noite, tão alto quanto o canto principal, mas sem movimentos corporais associados. Outras vocalizações incluem notas agudas semelhantes a miados (frequentemente em série), guinchos, assobios e gemidos penetrantes. O cricrió-seringueiro vocaliza ao longo de todo o ano; em observações feitas por Snow (1961), um macho passou cerca de 77% do tempo entre 6h45 e 17h15 vocalizando. Antes e depois desse intervalo, eram ouvidos chamados do tipo "u-u", possivelmente usados para manter contato entre indivíduos silenciosos. Durante o dia, períodos de silêncio de cinco a 10 minutos indicavam prováveis momentos de forrageamento, pois o indivíduo desaparecia na copa.
Durante as exibições vocais, o cricrió-seringueiro vocaliza do sub-bosque ou meio-bosque, entre seis e 16 metros de altura, deslocando-se frequentemente entre diferentes galhos dentro de seu território, sem preferência por poleiros específicos (Snow, 1961). Em situações de excitação - presumivelmente causadas pela presença de fêmeas - os machos descem para galhos mais baixos e realizam exibições posturais com movimentos corporais abruptos: inclinam-se para frente durante os tons de groo e se projetam para trás a cada sílaba do canto principal qui, qui, y-o, enquanto uma pequena crista se eleva. Os machos também coordenam seus cantos com os vizinhos, alternando as vocalizações para evitar sobreposição, o que exige significativa coordenação, já que o tempo de preparação é quase tão longo quanto o canto em si. Quando excitados, os machos podem cantar até 12 vezes por minuto, embora o mais comum seja dois a três cantos por minuto. Essa vocalização desempenha papel duplo: delimitação territorial e exibição no contexto de lekking.

### Comportamento

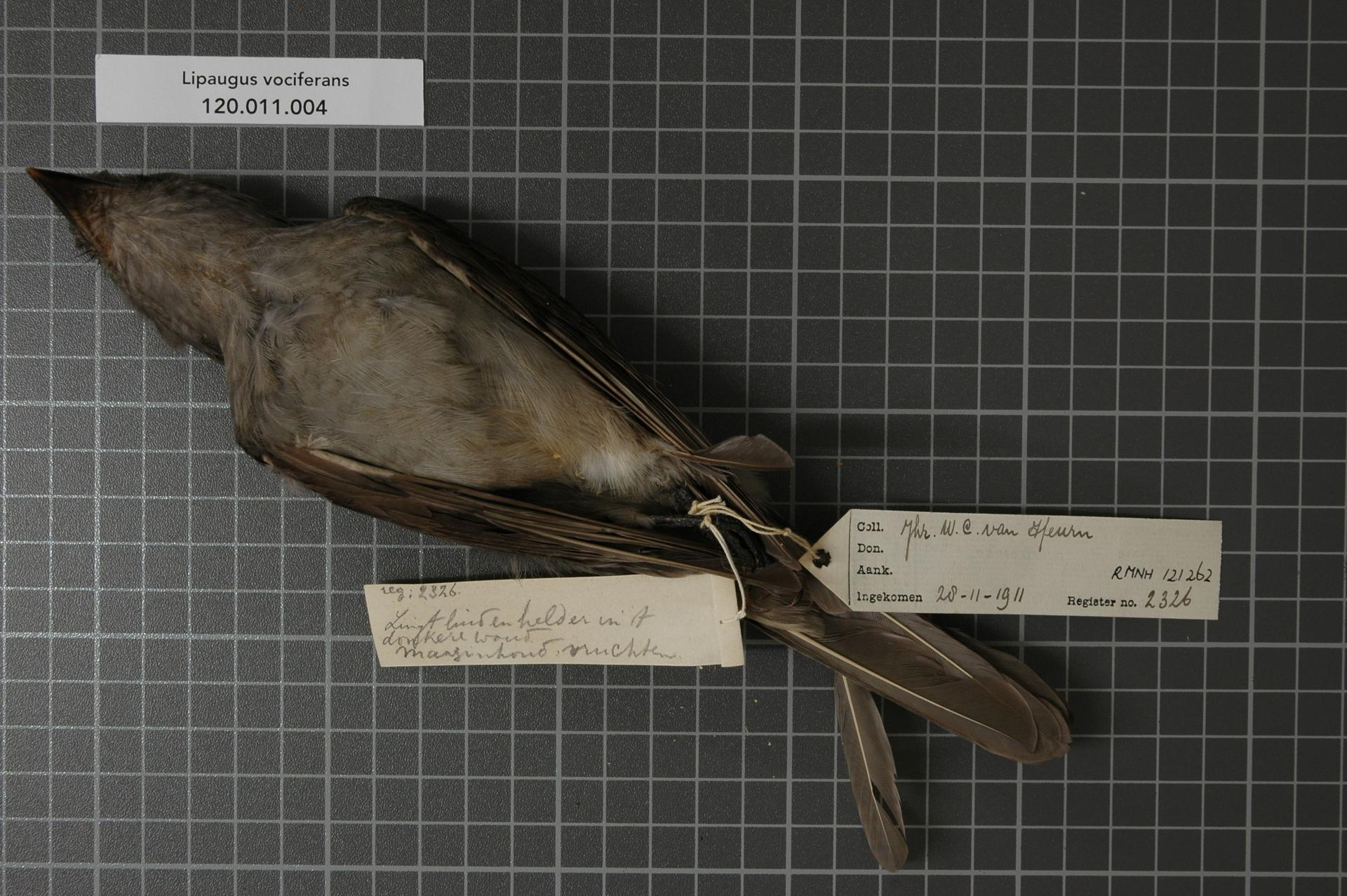
Espécime taxidermizado do Museu de História Natural de Leida, nos Países Baixos

Longe dos leks, os cricriós-seringueiros geralmente são solitários. Embora possam ocasionalmente forragear com bandos mistos, são quase sempre avistados sozinhos, empoleirando-se de forma ereta no interior da floresta e voando periodicamente para capturar grandes insetos ou frutos. Durante o período reprodutivo, os machos se reúnem em grupos de quatro a dez indivíduos (embora já tenham sido registrados até 30 por lek) e vocalizam para atrair fêmeas, mantendo uma separação de 40 a 60 metros entre si nas partes mais baixas da floresta. Não foram observadas exibições visuais durante essas interações.
Muito pouco se sabe sobre o comportamento reprodutivo do cricrió-seringueiro. Os poucos ninhos descritos consistem em plataformas pequenas e desordenadas de galhos finos, gavinhas ou cipós, construídas a cerca de sete a oito metros do solo. O ninho pode ficar completamente escondido quando a fêmea pousa sobre ele. A ninhada aparentemente consiste em um único ovo, de coloração creme com manchas irregulares marrons e cinza-amarronzadas.
Dentro dos leks, os machos mantêm territórios relativamente amplos, que são defendidos e demarcados por vocalizações e deslocamentos diários. Snow (1961) registrou um território com dimensões de aproximadamente 35 por 75 metros. Em termos de densidade populacional, foi estimada a presença de 20 indivíduos por 100 hectares em uma área no sudeste do Peru, enquanto Thiollay (1994) encontrou uma densidade semelhante - 22 indivíduos por 100 hectares - em uma localidade na Guiana Francesa.

## Conservação
A União Internacional para a Conservação da Natureza (UICN) classifica o cricrió-seringueiro como pouco preocupante (LC), pois ocorre numa distribuição extremamente grande e não se aproxima dos limiares para Vulnerável sob o critério de tamanho de distribuição (segundo a IUCN, extensão de ocorrência < 20 mil quilômetros quadrados combinada com um tamanho de distribuição decrescente ou flutuante, extensão/qualidade do habitat ou tamanho populacional e um pequeno número de locais ou fragmentação severa). Sabe-se que suas populações estão em tendência decrescente, mas o declínio não é suficientemente rápido para se aproximar dos limiares para vulnerável (> 30% de declínio ao longo de dez anos ou três gerações) e sua população é muito grande, o que igualmente descaracteriza a classificação como vulnerável (< 10 mil indivíduos maduros com um declínio contínuo estimado em > 10% em dez anos ou três gerações, ou com uma estrutura populacional especificada). O tamanho da população global do sabiá-da-mata não foi quantificado, mas é assumido que esteja estável. Em 2005, foi listado como em perigo na Lista de Espécies da Fauna Ameaçadas do Espírito Santo; em 2017, foi classificado como vulnerável na Lista Oficial das Espécies da Fauna Ameaçadas de Extinção do Estado da Bahia; e em 2018, como pouco preocupante na Lista Vermelha do Livro Vermelho da Fauna Brasileira Ameaçada de Extinção do Instituto Chico Mendes de Conservação da Biodiversidade (ICMBio).